# Graeconiscus kournasensis
Graeconiscus kournasensis is een pissebed uit de familie Trichoniscidae. De wetenschappelijke naam van de soort is voor het eerst geldig gepubliceerd in 2004 door Schmalfuss, Paragamian & Sfenthourakis.